# Білалама
Білалама (Bi-la-la-ma або Gibil-la-ma) — правитель (енсі) Ешнунни, правив у першій половині XX століття до н. е.. 
Син Кірікірі. Відбудував Есікіл — храм Тішпака — бога-покровителя міста Ешнунни.
Відомий тим, що уклав союз з царем Еламу Ідатту I і видав свою дочку Мекубі за його сина, царя Суз Тан-Рухуратера. Успішно боровся з вождями амореїв, завдавши їм ряд поразок.
Мабуть, в роки правління Білалами були складені так звані Закони Ешнунни. Вони збереглися до нашого часу у вигляді двох пошкоджених списків на акадській мові, що трохи розрізняються між собою. Текст законів складається з дуже пошкодженого прологу і 60 статей.
Правив близько 14 років.